# Phradis brachyarthrus
Phradis brachyarthrus är en stekelart som beskrevs av Andrey Ivanovich Khalaim 2007. Phradis brachyarthrus ingår i släktet Phradis och familjen brokparasitsteklar. Inga underarter finns listade i Catalogue of Life.